# Bahnhof Amsterdam Bijlmer Arena
Der Bahnhof Amsterdam Bijlmer Arena (Eigenschreibweise Amsterdam Bijlmer ArenA) ist ein Durchgangsbahnhof der staatlichen niederländischen Eisenbahngesellschaft Nederlandse Spoorwegen (NS)  und liegt im Südosten der niederländischen Hauptstadt Amsterdam. Amsterdam Bijlmer Arena ist einer der größten Bahnhöfe der Niederlande.

## Geschichte
Der erste Bahnhof wurde unter dem Namen „Station Bijlmer“ 1971 in Betrieb genommen und war eine kleine Haltestelle an der noch auf Straßenniveau verkehrenden Bahnstrecke Amsterdam–Arnhem. Im März 1976 wurde die Bahnstrecke auf Hochlage verlegt, was einen Neubau des Bahnhofs bedingte. Nach Umbau erfolgte im Oktober 1977 die Neueröffnung des Bahnhofs unter dem Namen Amsterdam Bijlmer. Zu diesem Zeitpunkt verfügte der Bahnhof über 4 Nahverkehrs- und Fernbahngleise und 2 U-Bahngleise. Im Jahre 2000 begann der vorerst letzte Umbau des Bahnhofs. Am 17. November 2007 fand die offizielle Eröffnung des heutigen Bahnhofs statt, der seitdem Amsterdam Bijlmer Arena heißt. Praktisch war der heutige Bahnhof bereits am 10. Dezember 2006 in Betrieb genommen worden. Im Jahre 2014 verfügte der Bahnhof über 6 Nahverkehrs- und Fernbahngleise und 2 U-Bahngleise.

## Lage

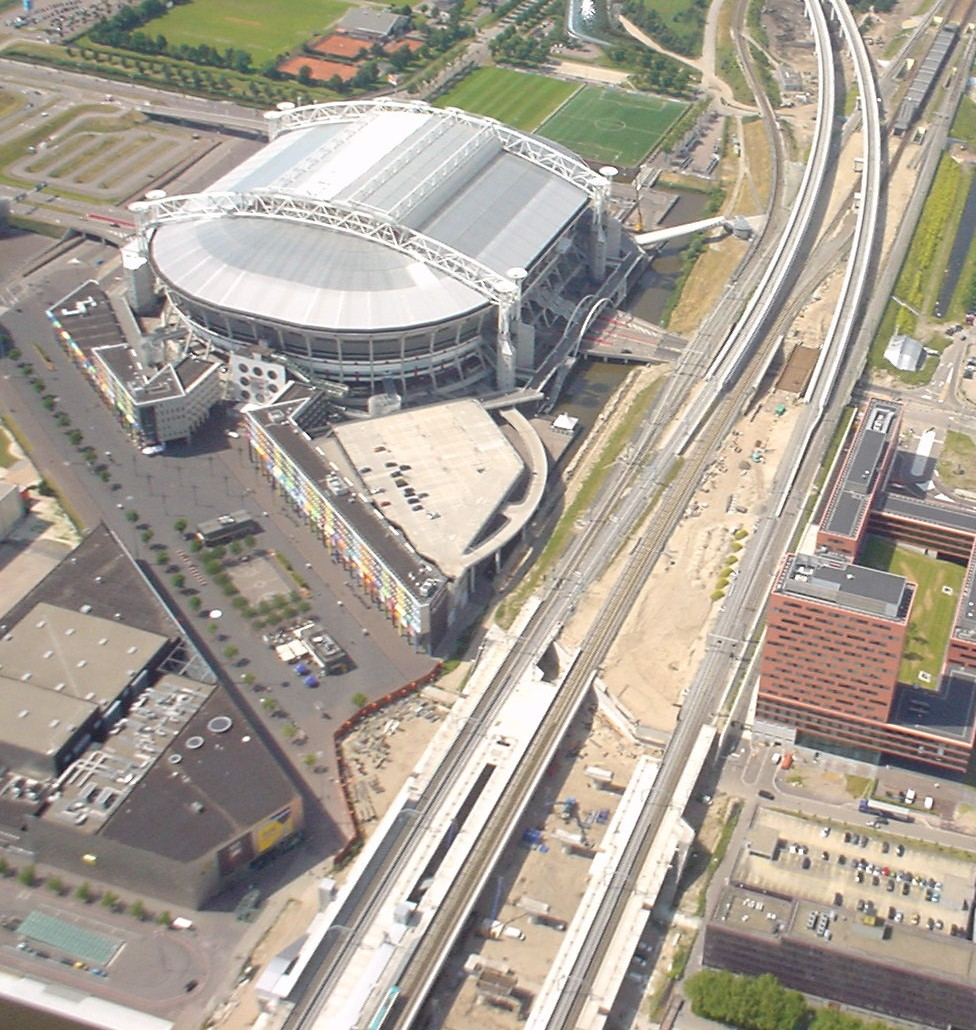
Die Johan-Cruyff-Arena, am unteren Bildrand der Nordteil der Bahnsteige.

Der Bahnhof befindet sich etwa 9 km südöstlich des Amsterdamer Hauptbahnhofs, in unmittelbarer Nähe der namensgebenden Johan-Cruyff-Arena (ehemals Amsterdam Arena) im Wohnviertel Bijlmermeer (umgangssprachlich auch: Bijlmer) im Amsterdamer Stadtteil Zuidoost.

## Bahnhof

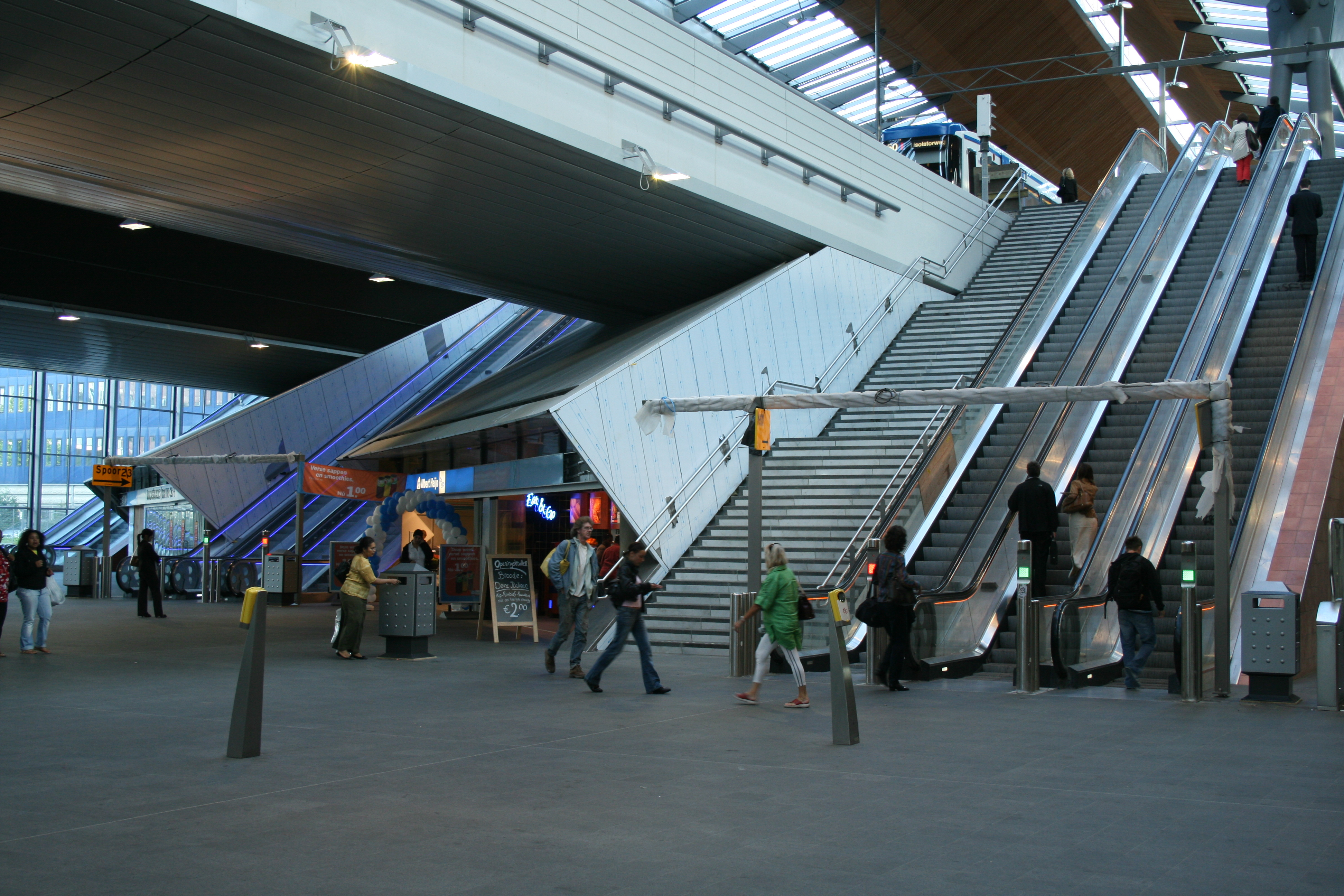
Die Eingangsebene mit Rolltreppen zu den Gleisen.

Der Bahnhof ist ein Durchgangsbahnhof mit acht Gleisen an fünf Bahnsteigen. An den Gleisen 1–3 und 6–8 halten die Nah- und Fernzüge, die Metrolinien M50 und M54 halten an den Gleisen 4 und 5 in der Mitte des Bahnhofs. Die Kosten für den Umbau des Bahnhofs beliefen sich auf etwa 150 Millionen EUR.

## Streckenverbindungen
Am Bahnhof Amsterdam Bijlmer Arena halten im Jahresfahrplan 2022 folgende Linien:
| Zugtyp    | Linienverlauf | Frequenz |
| --------- | --- | --- |
| Intercity | Utrecht Centraal – Amsterdam Centraal – Amsterdam Bijlmer ArenA – Schiphol Airport – Den Haag HS – Rotterdam Centraal | stündlich (Nachtnet)                                                                                           |
| Intercity | Schiphol Airport – Amsterdam Bijlmer ArenA – Utrecht Centraal – Ede-Wageningen – Arnhem Centraal – Nijmegen | halbstündlich (fährt nicht nach 22 Uhr)                                                                        |
| Intercity | Arnhem Centraal – Ede-Wageningen – Utrecht Centraal – Amsterdam Bijlmer ArenA – Amsterdam Zuid – Schiphol Airport – Leiden Centraal – Den Haag HS – Delft – Schiedam Centrum – Rotterdam Centraal                                    | halbstündlich (fährt nicht nach 20 Uhr und am Wochenende)                                                      |
| Intercity | Schiphol Airport – Amsterdam Bijlmer ArenA – Utrecht Centraal – ’s-Hertogenbosch – Eindhoven Centraal – Helmond – Venlo | halbstündlich                                                                                                  |
| Intercity | Dordrecht – Rotterdam Centraal – Schiedam Centrum – Delft – Den Haag HS – Leiden Centraal – Schiphol Airport – Amsterdam Zuid – Amsterdam Bijlmer ArenA – Utrecht Centraal – ’s-Hertogenbosch – Eindhoven Centraal – Helmond – Venlo | halbstündlich (fährt nur abends und sonntags)                                                                  |
| Sprinter  | Uitgeest – Zaandam – Amsterdam Centraal – Amsterdam Bijlmer ArenA – Breukelen – Woerden – Gouda – Rotterdam Centraal | halbstündlich                                                                                                  |
| Sprinter  | Uitgeest – Zaandam – Amsterdam Centraal – Amsterdam Bijlmer ArenA – Breukelen – Utrecht Centraal – Driebergen-Zeist (– Veenendaal Centrum)                                                                                           | halbstündlich (fährt nicht nach 20 Uhr; fährt nur in der HVZ zwischen Driebergen-Zeist und Veenendaal Centrum) |
| Metro     | M50: Isolatorweg – Zuid – Overamstel – Van der Madeweg – Bijlmer ArenA – Gein | zehnminütig |
| Metro     | M54: Centraal Station – Spaklerweg – Van der Madeweg – Bijlmer ArenA – Gein | zehnminütig |